# Manuel Amil Barciá
Manuel Amil Barciá (Santiago de Compostel·la ? - Teucro, Pontevedra, 1972) fou un militant anarcosindicalista gallec. Militant de la CNT-FAI, s'instal·là a La Corunya, on treballà de fuster i participà en la vaga general de desembre de 1933. El 1936 fou nomenat secretari del Sindicat de Transports de la CNT i membre de l'Agrupacion de Gallegos Libertarios de Madrid, que editava Galicia Libre.
En produir-se el cop d'estat del 18 de juliol de 1936 es trobava a La Corunya, d'on aconseguí fugir cap a Madrid. El novembre de 1936 fou membre del Comitè Central de la CNT com a delegat de la Regió Centre. El 1937 marxà al front amb Cipriano Mera i formà part de la delegació que va inventariar els danys provocats pels atacs comunistes a les comunes llibertàries d'Aragó. El 1939 esdevingué membre del Comitè Nacional de Defensa de la CNT que pretenia destituir Juan Negrín i el febrer de 1939 marxà a l'estranger amb Juan López Sánchez per tal d'establir les bases de l'organització de la resistència a l'exili.
Tornà immediatament per tal d'ajudar a l'evacuació. En acabar la guerra civil espanyola fou fet presoner al port d'Alacant i internat al Camp d'Albatera, d'on fou dut a la Madrid el 1940. tancat a la presó de Yeserías, allí reorganitzaria el Comitè Nacional de la CNT el 1941, i quan és alliberat es posa en contacte amb Francisco Ponzán i l'Aliança Democràtica Espanyola.
Veritable home fort de la CNT a l'interior entre 1941 i 1944, després de l'arrest d'Eusebio Azañedo Grande el setembre de 1943 fou nomenat Secretari General de la CNT, càrrec en el qual fou confirmat pel plenari de 13 de març de 1944. L'octubre de 1944 assumí la representació de la CNT en l'Aliança Nacional de Forces Democràtiques i participà a Barcelona en el ple regional català de la Federació Ibèrica de Joventuts Llibertàries (FIJL).
Fou detingut a Barcelona el dia de nadal de 1944 quan intentava passar a França, i fou internat al penal del Dueso. Condemnat a 15 anys de presó, el 1948 fou enviat a un destacament penal de Cuelgamuros (Madrid) encarregat de participar en la construcció del Valle de los Caídos. Tanmateix, el 8 de maig de 1948 aconseguí evadir-se amb els militants comunistes Nicolás Sánchez Albornoz i Manuel Lamana. Fou capturat i enviat al Penal d'Ocaña, d'on fou alliberat el 1956. D'allí marxà a Santiago de Compostela i després a Pontevedra, on va morir en l'oblit.